# فرانكي غان
فرانكي غان هو سياسي ماليزي، ولد في 16 يوليو 1966 في ملقا في ماليزيا. حزبياً، نشط في الاتحاد الماليزي الصيني ‏.